# Live! Fast! Loud!
Live! Fast! Loud! es un álbum en vivo de la banda de heavy metal estadounidense Impellitteri.

## Lista de canciones
1. Overture - 3:17
2. Visual Prison - 4:19
3. I'll Be With You - 4:12
4. Victim of the System - 4:10
5. Walk Away - 5:31
6. Stand in Line - 4:40
7. Countdown to the Revolution - 3:57
8. Screaming Symphony - 6:56
9. Burning - 4:29
10. Lost in the Rain - 3:09
11. For Your Love - 5:29
12. Over the Rainbow - 5:43
13. Warrior - 4:10
14. Highway Star - 6:25
15. Meet the Band - 3:20
16. The King is Rising - 3:48